# Чобурчи (Штефан-Водский район)
Чобурчи, Чобурчиу (рум. Cioburciu) — село в Штефан-Водском районе Молдавии. Относится к сёлам, не образующим коммуну.

## География
Село расположено на высоте 33 метра над уровнем моря.

## Население
По данным переписи населения 2004 года, в селе Чобурчиу проживает 2861 человек (1416 мужчин, 1445 женщин).
Этнический состав села:
| Национальность | Число жителей | Процентный состав |
| -------------- | ------------- | ----------------- |
| молдаване      | 2791          | 97,55             |
| румыны         | 30            | 1,05              |
| русские        | 25            | 0,87              |
| украинцы       | 11            | 0,38              |
| болгары        | 3             | 0,1               |
| прочие         | 1             | 0,03              |
| Всего          | 2861          | 100 %             |